# Троицкая церковь (Бегач)
Троицкая церковь — православный храм и памятник архитектуры национального значения в Бегаче.

## История
Постановлением Кабинета Министров УССР от 06.09.1979 № 442 «Про дополнение списка памятников градостроения и архитектуры Украинской ССР, которые находятся под охраной государства» («Про доповнення списку пам'яток містобудування і архітектури Української РСР, що перебувають під охороною держави») присвоен статус памятник архитектуры национального значения с охранным № 1779 под названием Троицкая церковь.
Не установлена информационная доска.

## Описание
Построена в 1787 году (по другим данным в 1831 году) за средства местных помещиков Кейкуатовых в формах классицизма.
Каменная, квадратная в плане церковь, однокупольная, часть конструкции деревянная. Увенчана гранёным куполом на восьмерике. С восточной стороны к центральному объёму примыкает апсида (выступ полуциркульный в плане), который ниже от основного объёма. С северной, южной и западной сторон расположены входы, украшенные четырёхколонными портиками тосканского ордена, которые венчаются треугольными фронтонами.  Сообщалась открытой галереей с колокольней, которая не сохранилась.
Храм не реставрирован.